# Frédéric François-Marsal
Frédéric François-Marsal, né le 16 mars 1874 à Paris 8e (Seine) et mort le 20 mai 1958 à Gisors (Eure), est un homme d'affaires et un homme politique français de la droite républicaine, dont la carrière politique a culminé avec son bref passage à la présidence du Conseil en 1924.

## Biographie
Il nait Frédéric François le 16 mars 1874 à Paris 8e, de Julien Émile François, mécanicien, et de Marie Marsal, sans profession,. Par décret présidentiel du 22 juin 1912, il est autorisé à s'appeler légalement « François-Marsal ». Il se marie en 1903 à Saïgon avec Louise Joséphine Marie Duroch.

### Militaire, puis banquier
Après des études au lycée Louis-le-Grand, puis à l'école militaire de Saint-Cyr de 1894 à 1896 (sorti 1er de la promotion d'Infanterie), il commence une carrière d'officier de chasseurs à pied en Indochine, où il est attaché au cabinet de Paul Doumer, gouverneur de l'Indochine (1900-1904).
Il quitte ensuite l'armée, avec le grade de capitaine, pour rejoindre le privé : il est successivement fondé de pouvoir, directeur (1911), puis en 1914 directeur général de la Banque privée industrielle, commerciale et coloniale (Lyon-Marseille), à Lyon (1906) puis à Paris (1912), où se trouve la direction générale de la banque. Il devient membre de la Société de géographie (1906), de la Société d'économie politique (1909), de la Société d'économie sociale (1909), de la Société de statistique de Paris, de la Société des amis des missions, de la Société des gens de lettres. Il est également membre de cercles mondains, tel le cercle de l'Union artistique (1912)
Il est mobilisé de 2 août 1914 au 15 janvier 1919 en tant que commandant d'un bataillon de chasseurs à pied. Appelé au Quartier Général des Armées, il est chargé par le général Joffre de l'étude des questions économiques relatives à la guerre : il publie de nombreuses études et rapports dont plusieurs ont décidé les Alliés à adopter des mesures concertées.
Il est affecté en 1917 au groupe d'armées de l'Est (Vosges).
Spécialiste des questions financières, il est attaché au cabinet de Georges Clemenceau, président du Conseil : il est chargé des questions économiques (1917-1918) puis expert financier près la délégation française à la conférence de la paix (1919) pour la négociation des traités de paix. Sa croix de chevalier de la Légion d'honneur, obtenue en décembre 1912, est militarisée, puis il est promu officier en 1918. Il obtient aussi la croix de guerre.
Il entre en mai 1919 au conseil d'administration d'une puissante banque d'affaires, la Banque de l'Union parisienne (BUP), et rapidement à son comité de direction, qui rassemble les administrateurs les plus influents. Il devient administrateur de différentes sociétés liées à cette banque, comme la Société maritime des pétroles et la société pour l'exploitation des pétroles. Après son accession au ministère des finances, il revient au conseil de la BUP de janvier 1921 à décembre 1931.

### Homme politique et homme d'affaires
Il entre en politique au lendemain de la « Grande Guerre », devient membre de la Fédération républicaine, collabore au quotidien L'Écho de Paris sous le pseudonyme de Custos - il y publie notamment des articles sur les aspects financiers du traité de Versailles (il exige de l'Allemagne « notre dû, tout notre dû, rapidement et sans faiblesse ») et sur les questions fiscales et économiques -, et accède à la vice-présidence d'une association politico-économique liée à la Fédération républicaine, l'Union du commerce et de l'industrie pour la défense sociale. Il remplace même brièvement son président, Louis Dubois, lorsque ce dernier est ministre du Commerce, à la fin de l'année 1919.
Du fait de sa réputation de technicien, Alexandre Millerand le nomme ensuite ministre des Finances en 1920, alors qu'il n'est pas membre du Parlement, ce qui est une nouveauté. Il est ainsi ministre des Finances dans les cabinets Alexandre Millerand (20 janvier - 24 septembre 1920), de Georges Leygues (24 septembre 1920 - 16 janvier 1921), et de Raymond Poincaré (29 mars - 9 juin 1924).
Il porte notamment la loi du 25 juin 1920 qui voit, selon Thomas Piketty, « la seconde naissance de l'impôt sur le revenu en France » : celle-ci qui institue un nouveau barème (défini « en taux marginal ») applicable dès l’imposition des revenus de 1919, et qui sert de socle aux barèmes appliqués jusqu’en 1936. L’économiste relève que cette loi « porta le taux marginal applicable aux revenus les plus élevés au niveau « inouï » de 50 % », alors que « les taux les plus élevés dont il avait été question n’avaient jamais dépassé les 5 % » lors des débats précédant la Première Guerre mondiale. Il souligne que Frédéric François-Marsal était « banquier de son état, régulièrement décrit par la gauche comme « l’homme aux 27 conseils d’administration », et peu suspect a priori de sympathie idéologique particulière pour l’impôt sur le revenu et les taux marginaux ».
Sa politique financière s'incarne notamment dans la lutte contre l'inflation, le remboursement des avances de la Banque de France à l'État (lois des 14 avril et 29 décembre 1920), l'établissement des impôts nécessaires à l'équilibre du budget ordinaire (loi du 25 juin 1920), la péréquation des retraites (loi du 24 avril 1924), mais aussi par des emprunts perpétuels et à très long terme pour la reconstitution des régions dévastées (5 % amortissable en 1920, 6 % perpétuel 1920, des obligations à long terme du Crédit National), le remboursement et la consolidation des dettes commerciales extérieures, notamment de l'emprunt anglo-français de 1915, sans oublier la conclusion d'un accord avec le gouvernement britannique par la convention de Hythe le 16 mai 1920, sur le règlement parallèle des dettes de guerre interalliées et des paiements de l'Allemagne[réf. nécessaire].
Sur les conseils notamment de Millerand et du ministre de l'Intérieur, il se porte candidat au Sénat et est élu en janvier 1921 sénateur du Cantal grâce à ses fonctions de ministre et à l'appui de journaux locaux.

### Président du Conseil
Le 8 juin 1924, à l'occasion du conflit entre son ami Alexandre Millerand, président de la République, et la nouvelle majorité du cartel des gauches, qui exige le départ de ce dernier, il accepte d'être désigné président du Conseil des ministres et ministre des finances et forme un éphémère gouvernement qui ne demeure en fonction que jusqu'au 14 juin. À ce titre, il assure du 11 au 13 juin l'intérim du président Alexandre Millerand après sa démission. Il combat ensuite la politique extérieure et financière du cartel des gauches et des radicaux, dans ses interventions au Sénat, dans la presse et dans des réunions politiques et des conférences. Membre du comité directeur de la Fédération républicaine et vice-président de ce parti, membre du comité directeur de la Ligue républicaine nationale en 1924-1925, il préside un groupement politique régional, la Fédération républicaine et sociale du plateau central, qui tente de fédérer des élus de droite et de centre-droit de plusieurs départements. Fondée en 1925, elle est animée par Jacques Bardoux. Il est élu au premier tour conseiller général du canton de Chaudes-Aigues en octobre 1928 contre un sortant radical-socialiste .

### Autres activités
Dans le même temps, il siège au conseil d'administration de nombreuses entreprises, bancaires (BUP, Banque d'Alsace et de Lorraine, Banque générale du Nord), immobilières, métallurgiques (Forges d'Alais, Electro-Câble, Tréfileries et laminoirs du Havre), coloniales, etc. Il intègre le prestigieux conseil de la Compagnie universelle du canal maritime de Suez en 1927 et préside les conseils de plusieurs firmes: Electro-Câble, Société d'équipement des voies ferrées et des grands réseaux électriques, Société commerciale de l'Ouest africain, qu'il administre depuis 1921, Compagnie des vignobles de la Méditerranée (vignes en Algérie). Il accède à la présidence d'un puissant lobby colonial en 1927, l'Union coloniale française. L'année suivante, il est élu à l'Académie des sciences morales et politiques en mai 1928, au fauteuil de Charles Jonnart.
Il connaît un premier échec en octobre 1929 quand il n'est pas réélu sénateur, battu par un radical.

### Responsabilités annexes
Ce père de famille nombreuse (6 enfants) a été à partir de 1923 président du Groupe sénatorial de protection des familles nombreuses et l'un des quatre vice-présidents de l'Alliance Nationale pour l'accroissement de la population française. Il a été aussi membre du Conseil supérieur de la natalité. Il a été également vice-président de la Société de secours mutuels la Saint-Cyrienne et il a présidé l'Union des anciens élèves des Écoles supérieures de Commerce et l'Institut d'aides scientifiques et économiques.

### Chute, condamnations judiciaires et ruine
En novembre 1931, une des sociétés qu'il préside, l'Electro-Câble, fait faillite, entraînant dans sa chute quatre autres entreprises, mises également en liquidation judiciaire (Société d'équipement des voies ferrées et des grands réseaux électriques, Société des laminoirs de Paris, Ruelle et Harfleur, Société du chauffage intégral, Société des tréfileries, laminoirs et fonderies de Chauny). Ce dépôt de bilan met un terme à la fois à sa carrière politique et à sa carrière d'administrateur de sociétés : il se voit contraint d'abandonner ses autres fonctions d'administrateur en décembre 1931, et de quitter la présidence de l'Union coloniale en 1932. 
Pire, il est inculpé en mai 1932 pour infraction à la loi sur les sociétés en tant que président du conseil d'administration de l'Electro-Câble. On lui reproche la publication de faux bilans depuis 1927 et le versement de dividendes fictifs, donnant une « fausse apparence de prospérité » qui a pu induire en erreur des investisseurs. Le directeur général de cette société est aussi inculpé, et les deux hommes sont aussi mis en cause pour les mêmes motifs concernant la Société d'équipement des voies ferrées et des grands réseaux électriques. François-Marsal prend alors comme avocat son ami Alexandre Millerand.
L'année suivante, il est inculpé en avril dans une autre affaire, pour abus de confiance, comme président de la Société commerciale de l'Ouest africain (SCOA) : une plainte d'actionnaires reproche à plusieurs administrateurs d'avoir constitué un syndicat pour soutenir les cours de bourse de la SCOA et d'avoir utilisé les fonds de l'entreprise pour venir en aide à une banque en difficulté, la Banque française d'Afrique, qui soutenait ce syndicat. En 1934, il est inculpé comme président de la Société d'équipement des voies ferrées pour infraction aux lois sur les sociétés.
Il est jugé en correctionnelle en novembre 1934 pour l'affaire de la SCOA. Il se déclare alors ruiné. Il est condamné en janvier 1935 à 18 mois de prison et 20 000 francs d'amendes. En appel, sa peine est ramenée à 8 mois de prison et 5 000 francs d'amende. La condamnation devient définitive lorsque la Cour de cassation rejette son pourvoi le 5 mars 1937. Il est jugé en novembre 1936 en correctionnelle pour l'affaire de l'Electro-Câble et pour celle de la Société d'équipement des voies ferrées et des grands réseaux électriques , condamné à 2 ans de prison et 2 000 francs d'amendes. Sa peine est confirmée en appel le 4 avril 1938. Sa première condamnation a été confondue avec les suivantes à la demande de ses avocats. Enfin, il a en revanche bénéficié d'un non-lieu dans une autre affaire, celle du krach de la Banque d'Alsace et de Lorraine.
Malgré les efforts de son avocat Alexandre Millerand, il est exclu de plein droit de l'ordre national de la Légion d'honneur en juin 1939. L'Institut déclare vacant son siège de membre libre en 1947. 
Il repose au cimetière du Père-Lachaise (Division 15), à Paris.

## Publications
- Trois mois au Kouang-Si, 1903 (en collaboration avec le capitaine Danrit (Émile Driant)
- Ordre du Tzar, Invasion Jaune (1904-1905)
- Les Dettes Interalliées, la Renaissance du livre, 1927, 179 p.
- Encyclopédie de Banque et de Bourse, 1929-1931